# Erin Brady
Erin Brady (East Hampton, Connecticut, 5 de noviembre de 1987) es una modelo y reina de belleza estadounidense, ganadora del título de Miss USA 2013 y representante de dicho país en el Miss Universo 2013 celebrado en Rusia donde se ubicó entre las diez finalistas. Brady es la primera mujer en el estado de Connecticut en ser coronada Miss USA.

## Miss USA 2013
Erin participó en Miss Estados Unidos 2013, que se llevó a cabo el 16 de junio del mismo año en la ciudad de Las Vegas, compitiendo con mujeres de diversos estados. Al final del concurso fue coronada como la nueva Miss Estados Unidos y por ende obtuvo el derecho de representar a Estados Unidos en Miss Universo.

## Vida personal
Erin fue criada en un hogar muy influido por el abuso de alcohol y las drogas. Con tristeza recuerda la falta de apoyo y los lugares donde debió acudir en busca de los hijos de adictos, como ella. Ha aprendido que más de la mitad de los padres adictos son hijos de alcohólicos. Su objetivo es ayudar a romper el ciclo de adicción; planea ser una defensora de los pequeños ante el abuso del alcohol y de sustancias.
| Predecesor: Marie-Lynn Piscitelli | Miss Connecticut USA 2013 | Sucesor: Desirée Pérez |
| Predecesor: Nana Meriwether       | Miss USA 2013             | Sucesor: Nia Sanchez   |